# Графічний роман
Графічний роман (англ. Graphic novel) — різновид коміксу. Це роман, у якому сюжет представлений через малюнки, а не текст.

## Особливості графічного роману
- сюжет подано через серію послідовних малюнків, які супроводжуються коротким текстом та репліками дійових осіб;
- найчастіше над створенням працює одна або максимум три особи: сценарист, художник та / чи художник-колорист.

## Різновиди графічних романів
- «німі» комікси — сюжет передається лише графічно й не передбачає словесного супроводу: «Арзак» Мебіуса (Жана Жеро)[1]
- фотокомікс — сюжет передається за допомогою фото. Персонажами у таких творах можуть бути відомі актори, іграшки або меми. Зйомка фотокоміксу лягла в основу сюжету першої повнометражної картини Федеріко Фелліні «Білий Шейх».

## Національні стилі
- «Манга» — гротеск або «чудернацькі малюнки». В Японії манга становить близько чверті друкованої продукції. Відповідні відділи є в усіх видавництвах, а фах мангаки у великій пошані. І до сьогодні манги малюють тушшю. Вони чорно-білі, а послідовність картинок ведеться ззаду наперед (за законами місцевого правопису). Окрім професійного різновиду цього жанру, є й додзінсі — комікси аматорів, які видаються авторським коштом. Чимало поважних мангак починали як додзінсі.
- Американський комікс. Перший комікс у США «Ведмежата і тигр» був опублікований у журналі «The San Francisco Examiner» 1892 року. Комікс швидко став «фірмовим» прийомом редактора Вільяма Рендолфа. Його здобуток перейняв конкурент Джозеф Пулітцер. Першим «масовим» коміксом, який закріпив за жанром комерційне підґрунтя, стала серія «Алея Когана» Річарда Ауткольта, де другорядним персонажем є хлопчик у жовтому костюмі. Він так припав до душі читачам, що автор зробив його головним героєм. Супермен, Бетмен, Людина-Павук, Капітан Америка — ці та інші супергерої відзначились (а дехто й народився) саме в мальованих історіях. До жанру коміксу звертався й Стівен Кінг, створивши сюжет про першого американського вампіра.
- Франко-бельгійска школа,  BD /беде/ (скорочено від bande dessinée /бан десіне/ ) «стрічка малюнків» — одна з найдавніших європейських традицій цього виду мистецтва, що має школу та численних послідовників по всьому світу. Культові автори: Жан Жиро (псевдо Мебіус), Алехандро Ходоровскі, Альбер Удерзо, Ержде (Олів'є Ледруа). Двоє останніх увійшли в історію завдяки гумористичним і дитячим творам (їм належать такі персонажі, як Тінтін та Астерікс). Інші — відомі своїм авангардним та фантасмагоричним доробком із присмаком безуму, де багато авантюр, пригод та похмурих картин майбутнього. До речі, французькі майстри цього мистецтва створили адаптапцію мальсторії за мотивами повісті М. В. Гоголя «Тарас Бульба». («Taras Boulba» Сценарій адаптації: Frédérique Voulyz та Jean-David Morvan, художник Igor Kordey. Видавництво Delcourt у 2008 році.) Найстарішою французькою мальованою історією BD вважається передвиборча листівка з Квебеку [Архівовано 30 серпня 2018 у Wayback Machine.] рік видання 1792.
- Латинська школа — графічна проза, графічні романи, до якої умовно відносяться роботи іспанських, італійськіх і латиноамериканських авторів.

## Українські графічні романи
Українськомовні графічні романи отримали новий підйом лише після Революції гідності та початку ренесансу української культури. Одним із перших українськомовних графічних романів нової хвилі став «Даогопак» — графічний роман-блокбастер про пригоди козаків-характерників із лицарського ордену магів і майстрів бойових мистецтв Запорізької Січі, створений Максимом Прасоловим, Олексієм Чебикіним та Олегом Коловим. Перший номер графічного роману вперше був представлений у вересні 2012 року на Львівському форумі видавців, й загалом станом на 2018 рік вийшло три серії цього коміксу.